# Driver (Golfsport)

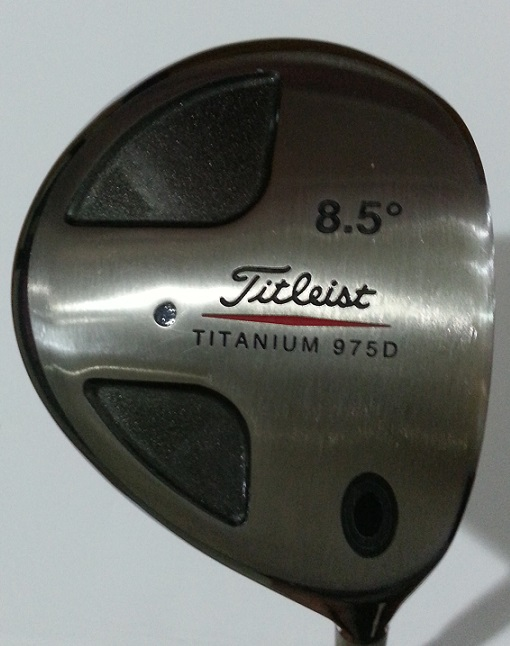
Driver-Kopf von Titleist

Der Driver, auch Holz 1 genannt, ist im Golfsport ein Golfschläger, der oft zum Abschlag an längeren Löchern verwendet wird. Der Driver ist damit ein spezielles Holz.
Mit diesem Schläger wird in der Regel die größte Weite erzielt (dies hängt stark mit der Fähigkeit des Spielers zusammen). Aufgrund der Schlägerlänge wird mit dem Driver die höchste Schlägerkopfgeschwindigkeit aller Schläger erzielt, was häufig die Treffgenauigkeit (negativ) beeinflussen kann und die Bälle nicht die gewünschte Weite erreichen. Die Flugkurve ist aufgrund des geringen Loft von etwa 7° bis 15° (je nach Fertigkeit des Spielers) vergleichsweise flach. Professionelle Spieler erreichen aufgrund der sehr hohen Schwunggeschwindigkeit mit dem Driver durchschnittlich sogar mit die größte Höhe.
Äußerlich ist der Driver leicht erkennbar durch das besonders große Volumen des Schlägerkopfes. Das derzeit maximal zulässige Volumen beträgt 460 cm³. Traditionell waren Driver-Köpfe aus Persimmon-Holz. 1979 baute Gary Adams das erste Modell aus Metall, ein sogenanntes „Metal-Wood“. Moderne Modelle bestehen aus einem Mix an Materialien, unter anderem aus dem Leichtmetall Titan und  Carbon. Mit diesem „Gewichtsverlust“ kann der Schwerpunkt neu verteilt werden, wodurch  sich wiederum die Flugeigenschaften des Balles beeinflussen lassen. Dem  Fitting-Prozess sind jetzt mehr Möglichkeiten geboten, den optimalen Schläger zu finden. Eine übliche Länge des Schaftes beträgt 45 Zoll, das sind etwa 1,14 Meter. Damit ist der Driver meistens der längste Schläger (Broomstick-Putter sind in der Regel 48 Zoll lang). Aufgrund der für den Schlägerkopf verwendeten Materialien ist er viel leichter als die kürzeren Eisen-Schläger.
Regelungen zur Bauweise bzw. Gestaltung der Golfschläger sind in den offiziellen Golfregeln im Anhang II „Form von Schlägern“ definiert.